# Struthio brachydactylus
Struthio brachydactylus (страус короткопальцевий) — викопний птах з роду Страус родини Страусові. Мешкав у Верхньому Міоцені (Туроліані) та Нижньому Пліоцені. Інша назва «одеський страус».

## Опис
Точно встановити розміри цього птаха не вдається. Цьому заважає те, що неповний скелет (череп, хребці, фрагменти ребер, фрагмент грудини, таз, права і ліва задні кінцівки) вивезено під час німецької окупації Києва в 1941—1943 роках. Його доля невідома. У дослідників наявні нині лише окремі кістки істоти й попередні записи про неповний скелет.
Вважається, що був приблизно на 20 % меншим за африканського страуса. Особливістю було те, що мав 2 пальці, з яких перший найбільш розвинений. За розміром той був більшим від інших пальців решти викопних страусів.

## Спосіб життя
Волів до степових районів.

## Розповсюдження
Мешкав ймовірно на території півдня сучасної України. Рештки виявлено в селі Гребеники Одеської області.